# Reek of Putrefaction
Reek of Putrefaction è il primo album studio del gruppo grindcore britannico Carcass. Venne pubblicato dalla Earache Records nel 1988.

## Descrizione
La copertina iniziale del disco, composta da un collage di atrocità prese da manuali di medicina legale e patologia, era in realtà un omaggio al "diavolo che mangia cadaveri" celebre in epoca medioevale (si veda, ad esempio, l'affresco di Giovanni da Modena presente nella basilica di San Petronio). Nell'interno, invece, c'era un curioso rifacimento della copertina esterna fatto però di brani di cronaca nera, con al centro la foto dei membri del gruppo. Giudicata offensiva dalla censura inglese, questa prima copertina fu sostituita da una che ne riprendeva il concetto (collage di parti anatomiche), ma messa insieme con disegni presi da manuali di biologia. Nel 2002 il disco venne ripubblicato con la copertina originale.
Il disco, a livello di testi, mostra per la prima volta quelli che saranno, per i due album successivi, i segni distintivi del gruppo, ovvero l'estensivo uso di termini medici nei testi, un morboso interesse per i processi di decomposizione e pennellate di humor nerissimo.

La produzione dell'album, pessima, con i bassi saturati che coprono tutto il resto, fu inizialmente opera di Mike Ivory, definito da Bill Steer lapidariamente come "un incompetente". Una disperata opera di salvataggio fu tentata poi da Paul Talbot, ma probabilmente il tempo in studio non bastò per ottenere un risultato soddisfacente.
Parte delle tracce di Reek of Putrefaction fu messa in coda alla prima stampa su CD di Symphonies of Sickness degli stessi Carcass.

## Tracce
1. Genital Grinder – 1:32 (Jeff Walker, Bill Steer, Ken Owen)
2. Regurgitation of Giblets – 1:24 (Jeff Walker, Bill Steer, Ken Owen)
3. Maggot Colony – 1:37 (Jeff Walker, Bill Steer, Ken Owen)
4. Pyosisified (Rotten to the Gore) – 2:55 (Jeff Walker, Bill Steer, Ken Owen)
5. Carbonized Eye Sockets – 1:11 (Jeff Walker, Bill Steer, Ken Owen)
6. Frenzied Detruncation – 0:59 (Jeff Walker, Bill Steer, Ken Owen)
7. Vomited Anal Tract – 1:45 (Jeff Walker, Bill Steer, Ken Owen)
8. Festerday – 0:22 (Jeff Walker, Bill Steer, Ken Owen)
9. Fermenting Innards – 2:35 (Jeff Walker, Bill Steer, Ken Owen)
10. Excreted Alive – 1:21 (Jeff Walker, Bill Steer, Ken Owen)
11. Suppuration – 2:19 (Jeff Walker, Bill Steer, Ken Owen)
12. Foeticide – 2:46 (Jeff Walker, Bill Steer, Ken Owen)
13. Microwaved Uterogestation – 1:24 (Jeff Walker, Bill Steer, Ken Owen)
14. Feast on Dismembered Carnage – 1:27 (Jeff Walker, Bill Steer, Ken Owen)
15. Splattered Cavities – 1:54 (Jeff Walker, Bill Steer, Ken Owen)
16. Psychopathologist – 1:18 (Jeff Walker, Bill Steer, Ken Owen)
17. Burnt to a Crisp – 2:43 (Jeff Walker, Bill Steer, Ken Owen)
18. Pungent Excruciation – 2:31 (Jeff Walker, Bill Steer, Ken Owen)
19. Manifestation of Verrucose Urethra – 1:02 (Jeff Walker, Bill Steer, Ken Owen)
20. Oxidised Razor Masticator – 3:13 (Jeff Walker, Bill Steer, Ken Owen)
21. Mucopurulence Excretor – 1:09 (Jeff Walker, Bill Steer, Ken Owen)
22. Malignant Defecation – 2:14 (Jeff Walker, Bill Steer, Ken Owen)

## Formazione
- Bill Steer - voce, chitarra
- Jeff Walker - voce, basso
- Ken Owen - batteria, voce